# Dendropsophus giesleri
Espèce
Synonymes
- Hyla giesleri Mertens, 1950

Statut de conservation UICN

 LC  : Préoccupation mineure
Dendropsophus giesleri est une espèce d'amphibien de la famille des Hylidae.

## Répartition
Cette espèce est endémique du Brésil. Elle se rencontre dans les forêts atlantiques des États de Rio de Janeiro, de l'Espírito Santo, du Minas Gerais et de São Paulo.

## Étymologie
Cette espèce est nommée en l'honneur de Bruno Geisler (1857–1945).

## Publication originale
- Mertens, 1950 : Froschlurche aus Rio de Janeiro und seiner Umgebung. Wochenschrift für Aquarien- und Terrarienkunde Braunschweig, vol. 44, no 6, p. 173-188.